# Charles Kuentz
Charles Kuentz (* 18. Februar 1897 in Ranspach, Elsass; † 7. April 2005 in Colmar) war ein elsässischer Kriegsveteran des Ersten Weltkriegs. Bis zu seinem Tod war er vermutlich der älteste noch lebende Angehörige des Deutschen Heeres. Kuentz diente sowohl in der deutschen als auch in der französischen Armee und wechselte in seinem Leben viermal die Nationalität.

## Biografie
Kuentz wurde am 18. Februar 1897 als Sohn eines Eisenbahners im seit dem Deutsch-Französischen Krieg 1871 dem Deutschen Reich angegliederten Elsass geboren und war bei Kriegsbeginn Gymnasiast in Metz. Im Juni 1916 wurde er nach Jüterbog eingezogen und zum Artilleristen ausgebildet. Wegen seiner Herkunft aus dem Elsass (man verdächtigte damals die Elsässer der Spionage und Untreue zur kaiserlichen Armee) wurden er und andere Elsässer auf der Grundlage eines Geheimbefehls des Preußischen Kriegsministeriums vom 15. März 1915 nach Russland versetzt. Im Frühjahr 1917 wurde er wieder nach Frankreich verlegt und nahm bis Kriegsende an allen größeren Schlachten teil, in Flandern, an der Marne und in der Champagne.
Nach Ende des Ersten Weltkriegs wurde das Elsass wieder französisch. Charles Kuentz entschied sich für die französische Staatsbürgerschaft und wurde Inspektor bei der Post. 1939, mit Ausbruch des Zweiten Weltkriegs wurde er nun als Franzose eingezogen und diente bis zu seiner Entlassung in einer Fernmeldeeinheit. Danach wurde er wieder Deutscher, da das Elsass als Gau Oberrhein zum Reich gehörte. Nach dem zweiten  Weltkrieg wurde er wieder Franzose.
Im Herbst 2004 kam es in Ypern zu einem weit beachteten Treffen von Kuentz mit Harry Patch, dem letzten noch lebenden Mitglied der British Army des Ersten Weltkriegs. Das Treffen wurde für die BBC-Dokumentation The last Tommy gefilmt.
Charles Kuentz starb am 7. April 2005 im Alter von 108 Jahren und 48 Tagen in Colmar.